# Ptilogyna spissigrada
Ptilogyna spissigrada là một loài ruồi trong họ Ruồi hạc (Tipulidae). Chúng phân bố ở vùng sinh thái Australia.